# Cannondale SpaceZeroPoint/Saison 2012
Dieser Artikel listet Erfolge und Fahrer des Radsportteams Cannondale SpaceZeroPoint in der Saison 2012 auf.

## Mannschaft
| Name                        | Geburtstag        | Nationalität | Team 2011           |
| --------------------------- | ----------------- | ------------ | ------------------- |
| Sekiho Endō                 | 19. Oktober 1981  | Japan        | Neoprofi            |
| Kōsuke Harakawa             | 20. Oktober 1990  | Japan        | Neoprofi            |
| Takahiro Iwami              | 21. März 1989     | Japan        | Neoprofi            |
| Masanari Komuro             | 29. Januar 1971   | Japan        | Neoprofi            |
| Makoto Morimoto (ab 01.09.) | 8. Januar 1980    | Japan        | Neoprofi            |
| Chiro Naruke                | 25. Dezember 1987 | Japan        | Neoprofi            |
| Yasumasa Oka                | 29. August 1992   | Japan        | Neoprofi            |
| Shinri Suzuki               | 25. Dezember 1974 | Japan        | Shimano Racing Team |
| Yuta Takada                 | 15. August 1986   | Japan        | Neoprofi            |